# Rubus lobatidens
Rubus lobatidens är en rosväxtart som beskrevs av Heinrich E. Weber och G. Stohr. Rubus lobatidens ingår i släktet rubusar, och familjen rosväxter. Inga underarter finns listade i Catalogue of Life.